# Corquilleroy
Corquilleroy és un municipi francès, situat al departament del Loiret i a la regió de Centre – Vall del Loira. L'any 2007 tenia 2.440 habitants.

## Demografia

### Població
El 2007 la població de fet de Corquilleroy era de 2.440 persones. Hi havia 951 famílies, de les quals 216 eren unipersonals (69 homes vivint sols i 147 dones vivint soles), 326 parelles sense fills, 368 parelles amb fills i 41 famílies monoparentals amb fills.
La població ha evolucionat segons el següent gràfic:
Habitants censats

### Habitatges
El 2007 hi havia 1.056 habitatges, 969 eren l'habitatge principal de la família, 45 eren segones residències i 42 estaven desocupats. 1.025 eren cases i 24 eren apartaments. Dels 969 habitatges principals, 855 estaven ocupats pels seus propietaris, 101 estaven llogats i ocupats pels llogaters i 13 estaven cedits a títol gratuït; 6 tenien una cambra, 57 en tenien dues, 221 en tenien tres, 274 en tenien quatre i 411 en tenien cinc o més. 783 habitatges disposaven pel capbaix d'una plaça de pàrquing. A 384 habitatges hi havia un automòbil i a 502 n'hi havia dos o més.

### Piràmide de població
La piràmide de població per edats i sexe el 2009 era:
| Homes | Edats   | Dones |
| ----- | ------- | ----- |
| 0     | 95 o +  | 0     |
| 0     | 90 a 94 | 4     |
| 16    | 85 a 89 | 20    |
| 12    | 80 a 84 | 20    |
| 32    | 75 a 79 | 52    |
| 40    | 70 a 74 | 72    |
| 56    | 65 a 69 | 64    |
| 80    | 60 a 64 | 60    |
| 56    | 55 a 59 | 24    |
| 60    | 50 a 54 | 108   |
| 80    | 45 a 49 | 56    |
| 108   | 40 a 44 | 68    |
| 84    | 35 a 39 | 124   |
| 92    | 30 a 34 | 72    |
| 52    | 25 a 29 | 52    |
| 52    | 20 a 24 | 24    |
| 44    | 15 a 19 | 36    |
| 64    | 10 a 14 | 84    |
| 64    | 5 a 9   | 60    |
| 48    | 0 a 4   | 72    |

## Economia
El 2007 la població en edat de treballar era de 1.486 persones, 1.152 eren actives i 334 eren inactives. De les 1.152 persones actives 1.062 estaven ocupades (568 homes i 494 dones) i 90 estaven aturades (39 homes i 51 dones). De les 334 persones inactives 125 estaven jubilades, 99 estaven estudiant i 110 estaven classificades com a «altres inactius».

### Ingressos
El 2009 a Corquilleroy hi havia 1.026 unitats fiscals que integraven 2.669,5 persones, la mediana anual d'ingressos fiscals per persona era de 18.618 €.

### Activitats econòmiques
Dels 83 establiments que hi havia el 2007, 2 eren d'empreses alimentàries, 4 d'empreses de fabricació d'altres productes industrials, 26 d'empreses de construcció, 24 d'empreses de comerç i reparació d'automòbils, 12 d'empreses de transport, 1 d'una empresa d'hostatgeria i restauració, 2 d'empreses immobiliàries, 5 d'empreses de serveis, 2 d'entitats de l'administració pública i 5 d'empreses classificades com a «altres activitats de serveis».
Dels 27 establiments de servei als particulars que hi havia el 2009, 1 era una oficina de correu, 1 taller de reparació d'automòbils i de material agrícola, 3 paletes, 9 guixaires pintors, 2 fusteries, 7 lampisteries, 1 electricista, 1 empresa de construcció, 1 perruqueria i 1 restaurant.
Dels 3 establiments comercials que hi havia el 2009, 1 era una botiga de menys de 120 m², 1 una botiga d'electrodomèstics i 1 una joieria.
L'any 2000 a Corquilleroy hi havia 13 explotacions agrícoles que ocupaven un total de 1.000 hectàrees.

## Equipaments sanitaris i escolars
L'únic equipament sanitari que hi havia el 2009 era una farmàcia.
El 2009 hi havia una escola elemental.

## Poblacions més properes
El següent diagrama mostra les poblacions més properes.